# Pastilles Juanola
Les Pastilles Juanola són unes pastilles comercialitzades a les farmàcies espanyoles des de 1906 i formulades a base d'ingredients naturals (regalèssia, mentol, eucaliptus i d'altres olis essencials). Tenen la fàbrica a Sant Quirze del Vallès.

## Història

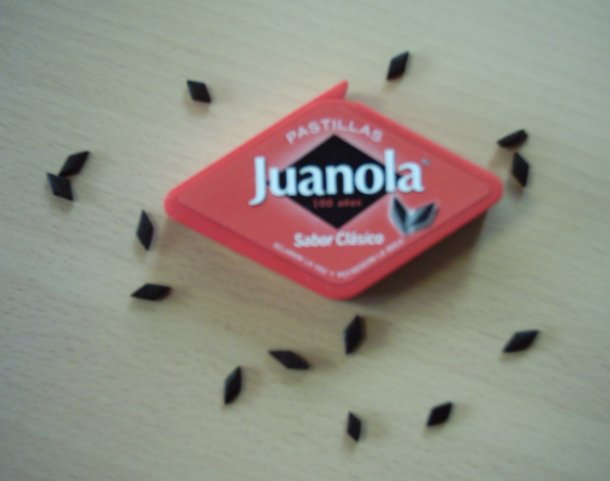
Capsa de pastilles Juanola més moderna.

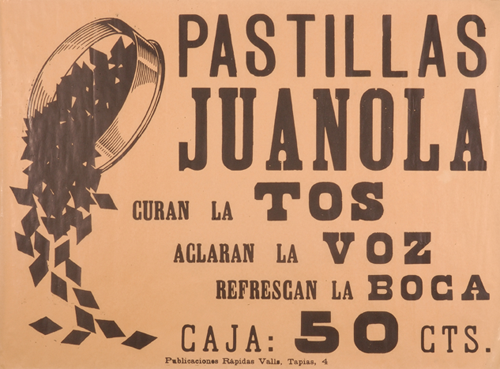
Cartell de pastilles Juanola dels anys 50.

Manuel Juanola Reixach (Palafrugell, 19 d'octubre de 1874 – Barcelona, 1963) va estudiar la carrera de farmàcia a Barcelona i va començar a treballar en una farmàcia a Tarragona. L'any 1903 va obrir la seva pròpia farmàcia al carrer Montseny, al barri de Gràcia de Barcelona. En aquest establiment va idear i comercialitzar les pastilles Juanola l'any 1906, que es van registrar com a especialitat farmacèutica l'any 1912.
Als anys 40, Manuel Juanola Cervera, fill del fundador i d'Anna Cervera i Pellicer, va crear a Barcelona els Laboratoris Juanola. El 1996 apareixen els nous caramels balsàmics Juanola, també de forma romboïdal. El 1998 Farma Lepori (Grup Angellini) va adquirir Juanola, el producte evoluciona de manera natural i es diversifica amb novetats com els xiclets Juanola o les perles balsàmiques. Van centrar la seva distribució en farmàcies. Actualment (2016) es venen uns dos milions i mig de capsetes l'any, que arriben als 4,5 milions d'unitats si es tenen en compte els productes germans (xarops et al). L'any 2015 l'empresa va facturar 8 milions d'euros.

## Fabricació
La pasta de regalèssia s'obté a partir de la cocció lenta de les arrels de la planta Glycyrrhiza glabra. Aquesta planta creix de manera espontània, des de la més remota antiguitat, a la franja que abasta des de l'extrem sud-occidental d'Europa fins a l'Orient Mitjà, a on avui dia es cultiva afavorida pel clima càlid de tota l'àrea mediterrània i nord-africana. Els antics egipcis, que coneixien les seves propietats balsàmiques, depuratives, antiinflamatòries i protectores de l'aparell digestiu, se servien d'ella mitjançant decoccions o maceracions. Alguns segles després, els romans varen començar a cultivar-la i a explotar els seus usos medicinals de forma normalitzada.
Actualment les pastilles es creen amb regalèssia (un 49%), midó (un altre 49%) i un 2% d'un remei natural. El procés de preparació de les pastilles dura tres dies. La barreja, l'amassat, l'estirat i l'assecat es fa el primer dia. El segon dia es tallen les coques resultants amb una cisalla automàtica, després es tamisen els trossos resultants i s'acaba fent una revisió manual per descartar-ne peces.